# سامسونگ گلکسی نوت ۱۰٫۱ نسخه ۲۰۱۴
سامسونگ گلکسی نوت ۱۰٫۱ نسخه ۲۰۱۴ (انگلیسی: Samsung Galaxy Note 10.1 2014 Edition) یک تبلت ۱۰٫۱ اینچی اندرویدی است که توسط سامسونگ الکترونیک تولید و عرضه شده است. این تبلت متعلق به نسل جدید تبلت‌های سری گلکسی نوت سامسونگ است که شامل یک مدل ۸ اینچی، سامسونگ گلکسی نوت ۸٫۰ و یک مدل ۱۲ اینچی، سامسونگ گلکسی نوت پرو ۱۲٫۲ نیز می‌شود. این تبلت در ۴ سپتامبر ۲۰۱۳ معرفی و در اکتبر ۲۰۱۳ به بازار جهانی عرضه شد.
این تبلت جانشین سامسونگ گلکسی نوت ۱۰٫۱ اصلی است. شماره مدل‌ها در ابتدا قرار بود GT-N8100، GT-N8110 و GT-N8120 به ترتیب برای مدل‌های 3G, Wi-Fi و LTE باشند، قبل از اینکه به SM-P601/P602، SM-P600 و SM-P605 تبدیل شوند.

## تاریخچه
گلکسی نوت ۱۰٫۱ نسخه ۲۰۱۴ در تاریخ ۴ سپتامبر ۲۰۱۳ معرفی شد. این تبلت همراه با گلکسی نوت ۳ و گلکسی گیر در نمایشگاه IFA 2013 در برلین و همزمان در میدان تایمز نیویورک به نمایش گذاشته شد. در ۲۶ سپتامبر، سامسونگ اعلام کرد که این تبلت در ماه اکتبر با قیمت پایه ۵۴۹ دلار عرضه خواهد شد و از ۱۰ اکتبر در ایالات متحده عرضه خواهد شد.

## ویژگی‌ها
گلکسی نوت ۱۰٫۱ مدل ۲۰۱۴ با اندروید ۴٫۳ جیلی بین عرضه شد. سامسونگ رابط کاربری آن را با نرم‌افزار TouchWiz UX خود سفارشی‌سازی کرده است. این تبلت علاوه بر برنامه‌های گوگل، از جمله گوگل پلی، جیمیل و یوتیوب، به برنامه‌های سامسونگ مانند ChatON (که در مارس ۲۰۱۵ متوقف شد)، S Suggest, S Voice , Peel Smart Remote و AllShare Play نیز دسترسی دارد. ویژگی‌ها و برنامه‌های کاربردی قلم‌محور بیشتری به Note 10.1 نسخه ۲۰۱۴ اضافه شده است، از جمله منوی Air Command که میانبرهایی برای ویژگی‌های قلم‌محور مانند Action Memos (یادداشت‌های چسبنده روی صفحه که از تشخیص دست‌خط برای تشخیص محتویات خود و ارائه اقدامات مرتبط مانند جستجوی آدرس در Google Maps و شماره‌گیری شماره تلفن استفاده می‌کنند)، Screen Write که یک ابزار حاشیه‌نویسی است، Pen Window که به کاربران امکان می‌دهد پنجره‌های بازشو را برای اجرای برنامه‌های خاص در داخل آن ترسیم کنند، ابزار جستجو S Finder, Scrapbook, My Magazine که یک برنامه جمع‌آوری اخبار است که توسط Flipboard پشتیبانی می‌شود و با کشیدن انگشت از پایین صفحه به بالا قابل دسترسی است، و نسخه به‌روز شده S Note را فراهم می‌کند.
ممکن است نسخه اصلی نوت ۱۰٫۱ با آخرین نسخه اندروید عرضه نشده باشد، اما نسخه ۲۰۱۴ آن هنگام انتشار این نسخه را داشت. به‌روزرسانی اندروید ۴٫۴٫۲ کیت‌کت برای مدل SM-P605 در ماه ژوئن از کشورهای شمال اروپا آغاز شد، در حالی که به‌روزرسانی برای نسخه فقط وای‌فای (SM-P600) در ماه آوریل و از کلمبیا آغاز شد. در اواخر سپتامبر ۲۰۱۵، نسخه‌های ۲۰۱۴ شروع به دریافت به‌روزرسانی برای نصب اندروید ۵٫۰٫۲ لالی‌پاپ کردند.
گلکسی نوت ۱۰٫۱ نسخه ۲۰۱۴ در مدل‌های فقط وای‌فای، ۳G و وای‌فای و ۴G / LTE و وای‌فای موجود است. حافظه داخلی بسته به مدل از ۱۶ گیگابایت تا ۶۴ گیگابایت متغیر است و از کارت حافظه microSDXC برای افزایش حافظه پشتیبانی می‌کند. این تبلت دارای صفحه نمایش ۱۰٫۱ اینچی WQXGA TFT با وضوح تصویر ۲۵۶۰ در ۱۶۰۰ پیکسل است. همچنین دارای دوربین جلوی ۲ مگاپیکسلی و دوربین عقب ۸ مگاپیکسلی است. همچنین قابلیت ضبط ویدیوهای HD را دارد.
SM-P607T نسخه 4G/LTE و Wi-Fi است که منحصراً برای T-Mobile USA منتشر شده است.